# Santa Fe (wyspa)
Santa Fe (ang. Barrington) – wyspa w archipelagu Galapagos, należącym do Ekwadoru. Leży w środkowej części archipelagu.

## Historia
Santa Fe, jak wszystkie wyspy archipelagu, jest pochodzenia wulkanicznego. Utworzył ją w przeszłości wulkan tarczowy, którego aktywność datuje się na 3,9 miliona lat temu, obok Españoli jest to najstarsza wyspa archipelagu. Angielska nazwa upamiętnia brytyjskiego admirała Samuela Barringtona.
Na wyspie jest jedno miejsce dostępne dla turystów, ponadto w trzech miejscach po północnej i wschodniej stronie wyspy dopuszczone jest nurkowanie. Nurkowie mogą zobaczyć m.in. żółwie morskie i żarłacze galapagoskie.

## Fauna i flora
Na wyspie występował lokalny podgatunek lub gatunek żółwia słoniowego, który jest znany nauce wyłącznie z fragmentów kości. Istnieją zapiski wielorybników, mówiące o wywożeniu żółwi z Santa Fe, a uczestnicy wyprawy naukowej jeszcze w latach 1905-06 słyszeli o żywych zwierzętach. Na Santa Fe pozostały dwa gatunki endemiczne, lądowy legwan Conolophus pallidus i drobny gryzoń Aegialomys galapagoensis bauri. Od końca lat 1970. na wyspie trwa program badań nad legwanami morskimi.
Podobnie jak na innych wyspach archipelagu, problemem dla ekosystemu są gatunki introdukowane i zawleczone przez człowieka. Stale istnieje zagrożenie przedostaniem się na wyspę szczurów śniadych, które odpowiadają za wyginięcie endemicznych gryzoni na większości innych wysp. W XX wieku na Santa Fe występowały sprowadzone przez ludzi kozy, które usunięto w pierwszej połowie lat 70. Agresywne mrówki Wasmannia auropunctata odkryto i usunięto w 1975 i ponownie w 1988. Wyspę porastają olbrzymie opuncje Opuntia echios; flora zniszczona przez kozy odbudowała się po El Niño z początku lat 80..